# Młoda Ekstraklasa (2012/2013)
Młoda Ekstraklasa 2012/2013 – 6. edycja rozgrywek ligowych dla drużyn juniorskich uczestników Ekstraklasy 2011/2012. Sezon rozpoczął się 4 sierpnia 2012, a ostatnie mecze rozegrane zostaną 31 maja 2013. Pierwszą bramkę rozgrywek zdobył w 3. minucie meczu Ruch Chorzów – Legia Warszawa zawodnik gości Paweł Wolski (mecz zakończył się wynikiem 0:2).
Był to ostatni sezon tych rozgrywek – Młoda Ekstraklasa została zlikwidowana w związku z utworzeniem przez Polski Związek Piłki Nożnej Centralnej Ligi Juniorów.

## Drużyny
| Uczestnicy poprzedniej edycji                                                                                 | Uczestnicy poprzedniej edycji | Uczestnicy poprzedniej edycji | Uczestnicy poprzedniej edycji |
| --- | ----------------------------- | ----------------------------- | ----------------------------- |
| LEG | Legia Warszawa                | 1                             |                               |
| ZLU | Zagłębie Lubin                | 2                             |                               |
| ŚLĄ | Śląsk Wrocław                 | 3                             |                               |
| PWA | Polonia Warszawa              | 4                             |                               |
| BEŁ | GKS Bełchatów                 | 5                             |                               |
| GZA | Górnik Zabrze                 | 6                             |                               |
| KOR | Korona Kielce                 | 7                             |                               |
| LPO | Lech Poznań                   | 8                             |                               |
| WID | Widzew Łódź                   | 9                             |                               |
| JAG | Jagiellonia Białystok         | 10                            |                               |
| RCH | Ruch Chorzów                  | 11                            |                               |
| WKR | Wisła Kraków                  | 12                            |                               |
| POD | Podbeskidzie Bielsko-Biała    | 15                            |                               |
| LGD | Lechia Gdańsk                 | 16                            |                               |
| Nowe drużyny – beniaminkowie Ekstraklasy                                                                      |                               |                               |                               |
| PIA | Piast Gliwice                 | –                             |                               |
| POG | Pogoń Szczecin                | –                             |                               |
| Oznaczenia: - kolumna pierwsza – skróty nazw drużyn, - kolumna trzecia – miejsce zajęte w poprzednim sezonie. |                               |                               |                               |

## Rozgrywki

### Tabela
| Lp. | Drużyna                    | M  | Z  | R  | P  | Bramki | Bramki | Różn. | Pkt | !Bezpośrednio               |
| --- | -------------------------- | -- | -- | -- | -- | ------ | ------ | ----- | --- | --------------------------- |
| 1   | Legia Warszawa (M)         | 30 | 21 | 5  | 4  | 66     | 19     | +47   | 68  |                             |
| 2   | Lech Poznań                | 30 | 18 | 5  | 7  | 55     | 32     | +23   | 59  |                             |
| 3   | Śląsk Wrocław              | 30 | 16 | 7  | 7  | 58     | 46     | +12   | 55  |                             |
| 4   | Zagłębie Lubin             | 30 | 15 | 8  | 7  | 53     | 35     | +18   | 53  |                             |
| 5   | Lechia Gdańsk              | 30 | 15 | 4  | 11 | 55     | 46     | +9    | 49  | LGD – KOR 3:1 KOR – LGD 0:3 |
| 6   | Korona Kielce              | 30 | 14 | 7  | 9  | 49     | 31     | +18   | 49  | LGD – KOR 3:1 KOR – LGD 0:3 |
| 7   | GKS Bełchatów              | 30 | 12 | 6  | 12 | 43     | 47     | −4    | 42  |                             |
| 8   | Widzew Łódź                | 30 | 9  | 14 | 7  | 37     | 33     | +4    | 41  |                             |
| 9   | Jagiellonia Białystok      | 30 | 10 | 8  | 12 | 42     | 44     | −2    | 38  | JAG – POG 2:0 POG – JAG 1:2 |
| 10  | Pogoń Szczecin             | 30 | 11 | 5  | 14 | 47     | 45     | +2    | 38  | JAG – POG 2:0 POG – JAG 1:2 |
| 11  | Ruch Chorzów               | 30 | 10 | 6  | 14 | 37     | 47     | −10   | 36  |                             |
| 12  | Górnik Zabrze              | 30 | 8  | 8  | 14 | 38     | 44     | −6    | 32  |                             |
| 13  | Piast Gliwice              | 30 | 9  | 3  | 18 | 36     | 85     | −49   | 30  |                             |
| 14  | Wisła Kraków               | 30 | 7  | 6  | 17 | 41     | 53     | −12   | 27  | WKR – POD 2:2 POD – WKR 0:3 |
| 15  | Podbeskidzie Bielsko-Biała | 30 | 6  | 9  | 15 | 34     | 57     | −23   | 27  | WKR – POD 2:2 POD – WKR 0:3 |
| 16  | Polonia Warszawa           | 30 | 7  | 3  | 20 | 32     | 66     | −34   | 24  |                             |

## Strzelcy
| Bramki | Strzelcy         | Drużyna        |
| ------ | ---------------- | -------------- |
| 13     | Kamil Zieliński  | Pogoń Szczecin |
| 12     | Bartosz Papka    | Korona Kielce  |
| 10     | Daniel Gałach    | Zagłębie Lubin |
| 9      | Paweł Czychowski | Lechia Gdańsk  |
| 9      | Patryk Mikita    | Legia Warszawa |
| 9      | Patryk Wolski    | Lech Poznań    |

Kompletna klasyfikacja strzelców – 90minut.pl